# روبرت دادلي (مستكشف)
روبرت دادلي (بالإنجليزية: Robert Dudley)‏ (6 سبتمبر 1649 -7 أغسطس 1574) المستكشف الإنجليزي ورسام الخرائط. في 1594 قاد بعثة إلى جزر الهند الغربية، كان يعمل مهندسا وبناء السفن وصمم ونشر ديل أركانو ديل ماري ، والأطلس البحري أول من غطي العالم كله. كما كان ملاح ماهر وخبير الرياضيات.

## روابط خارجية
- روبرت دادلي على موقع الموسوعة البريطانية (الإنجليزية)